# 敘利亞河流列表
敘利亞河流列表，列舉全部或部分在敘利亞境內的河流，並依照流域排列。支流則由河口至源頭排序。

## 注入地中海
- 奧龍特斯河

## 注入波斯灣
- 阿拉伯河
  - 底格里斯河：跨國河流，為敍利亞、伊拉克界河。
  - 幼發拉底河：跨國河流
    - 哈布爾河
    - 拜利赫河
    - 薩朱爾河

## 注入內流盆地

### 烏塔大馬士革綠洲
- 巴拉達河

### 死海
- 約旦河
  - 雅莫科河